# Los mejores cuentos de hadas
Sechs auf einen Streich (Los mejores cuentos de hadas) es una serie de televisión alemana que consiste en adaptaciones de los cuentos de los hermanos Grimm y de otros autores (entre ellos Hans Christian Andersen y Ludwig Bechstein), emitida originalmente en la cadena pública Das Erste (ARD).